# Max Matsuura
Masato Matsuura, detto Max (松浦 勝人?, Matsuura Masato; Yokohama, 1º ottobre 1964), è un produttore discografico giapponese e presidente di una delle più grandi etichette discografiche giapponesi, la Avex.
È principalmente conosciuto per aver scoperto e fatto crescere nuovi artisti, facendoli diventare delle grandi star. L'esempio più celebre è sicuramente rappresentato da Ayumi Hamasaki. Ha inoltre rilanciato la carriera di Ami Suzuki, dopo che questa aveva rescisso il contratto con un'altra etichetta discografica.
Matsuura tiene inoltre un programma radiofonico settimanale, Max Matsuura Work, Work, Play for Fun! (max matsuura 仕事が遊びで遊びが仕事?), iniziato il 5 settembre 2009 e trasmesso da Nippon Broadcasting System.